# Назаров, Эрнст Каландарович
Эрнст Каландарович Назаров (туркм. Ernst Nazarow) — туркменский государственный деятель.

## Биография
Родился в 1936 году в Москве.
В 1957 году окончил Ашхабадский финансово-экономический техникум.
В 1965 году окончил Туркменский государственный университет. По специальности — экономист.

## Карьера
1957—1960 — инспектор Городского финансового отдела г. Мары.
1960—1963 — сотрудник Марыйского областного финансового отдела.
1963—1980 — старший экономист, старший ревизор, начальник отдела, начальник управления, заместитель министра финансов ТССР.
1980—1985 — председатель Госкомитета ТССР по ценам.
1985—1986 — управляющий делами Совета Министров ТССР.
1986—1992 — министр финансов ТССР.
1992—1994 — управляющий делами Аппарата Президента Туркменистана.
13.12.1994 — 22.08.1996 — начальник Главной государственной налоговой инспекции.
22 августа 1996 года уволен за недостатки в работе. Дальнейшая судьба неизвестна.

### Подробности
31 августа 2000 года, выступая на расширенном заседании Кабинета министров Туркменмстана, президент Сапармурад Ниязов рассказал о событиях 4-летней давности, связанных с увольнением Эрнста Каландарова с поста начальника Главной государственной налоговой инспекции:
«Всякое воровство отвратительно. Но особенно мерзко, когда воруют высокопоставленные чиновники. Чего им не хватает? Ни в чем ведь не нуждаются, но все равно хотят жить еще лучше, есть побольше. На любые уловки идут, чтобы ограбить свой народ, свое государство.»
Назначив в свое время председателем налоговой службы Эрнста Каландаровича Назарова, я был уверен в его порядочности. Но ошибся — при нем в ведомство тут же потянулись отпетые мошенники и воры».

«Нейтральный Туркменистан», 11.10.2000

## Награды и звания
- Медаль «Гайрат» (26.10.1993)
- Заслуженный экономист Туркменистана (30.12.1995)
- Главный советник государственной налоговой службы (23.01.1995)

## Семья
- Отец — Каландар Назаров, заведующий Отделом культуры и пропаганды марксизма-ленинизма Центрального комитета Коммунистической партии Туркменской ССР (1937). Арестован в 1937 году и расстрелян.